# عیسی حیاتو

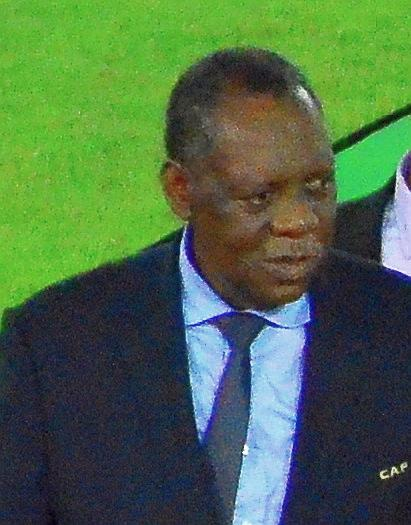
عیسی حیاتو؛ زادهٔ ۹ اوت ۱۹۴۶) یک سیاست‌مدار و ورزشکار اهل کامرون است که ریاست کنفدراسیون فوتبال آفریقا و فدراسیون فوتبال کامرون را بر عهده داشت.

عیسی حیاتو؛ (زادهٔ ۹ اوت ۱۹۴۶ – درگذشتهٔ ۸ اوت ۲۰۲۴) یک سیاست‌مدار و ورزشکار اهل کامرون بود که ریاست کنفدراسیون فوتبال آفریقا و فدراسیون فوتبال کامرون را بر عهده داشت. در پی تعلیق ۹۰ روزه سپ بلاتر، میشل پلاتینی و جروم والکه به خاطر رسوایی‌های مالی در فیفا، وی به‌طور موقت از تاریخ ۹ اکتبر ۲۰۱۵ ریاست فدراسیون بین‌المللی فوتبال، فیفا، را بر عهده گرفت و تا زمان برگزاری انتخابات ریاست فیفا در ۲۶ فوریه ۲۰۱۶، این سمت را بر عهده داشت.
عیسی حیاتو در ۸ اوت ۲۰۲۴، یک روز پیش از ۷۸ سالگی‌اش درگذشت.